# 科里山 (瑪麗伯德地)
科里山（英語：Mount Corey）是南極洲的山峰，位於瑪麗伯德地，處於徹斯特山脈以東6公里，屬於福特山脈的一部分，由美國探險隊發現，現時由南極條約體系管理。